# サムニウム戦争
サムニウム戦争（サムニウムせんそう、イタリア語：Guerre sannitiche）は、ラティウム地方に本拠を構える共和政ローマとアペニン山脈に居住するサムニウム人部族との間で勃発した戦争。イタリア半島の諸部族の主導権を巡っての戦いで、紀元前343年から紀元前290年までの間に断続的に続いた。サムニテス戦争とも。
おおまかな区分として第一次サムニウム戦争、第二次サムニウム戦争、第三次サムニウム戦争に区分される。平野での決戦を得意とするローマと山岳でのゲリラ戦を得意とするサムニウム人部族の間では一進一退の闘争が続いたが、戦争はローマに有利に進み、最後にはサムニウム地方はローマの影響下に入った。

## 戦争の発端
戦争が起こる何世紀もの間、アペニン山脈のふもとではサムニウム人とラテン民族系サベリウス人との間で境界争いが絶えなかった。サムニウム人の領土は険しい山岳地帯から外部へと拡大、ラティウム地方にまで伸びる事はなかったが、東のアプリア地方、南のカンパニア地方の丘陵地帯に進出、彼らの生活は昔より洗練され、以前の狩猟と戦いに明け暮れた山岳民族から丘陵地帯での放牧へと生活の場を移す事となった。生活の変化にともなって羊やヤギの放牧を行うようになった彼らはやがて現地の農耕民族の牧草地で放牧を行うようになり、それがもとで以前よりも数多くの問題が起こるようになった。
この当時イタリア半島南部には3つの勢力が混在していた。ひとつはアペニン山脈の山岳地域のサムニウム人勢力、沿岸部のギリシア人植民市、そして平野部のカンパニア人勢力である。サムニウム人の拡大に対してギリシア植民市はバルカン半島の他の植民市に、カンパニア人はローマ人に助力を要請した。そして、この問題にローマは介入する事となった。

## 第1次サムニウム戦争
当初ローマはこの問題の解決策としてまず丘陵地帯に住むサムニウム人を説得しようと試みるが、逆に不遜に扱われ、これに激怒したローマとサムニウム人との間で戦争が起こった。この戦争を後世では第1次サムニウム戦争と呼ぶ。
第1次サムニウム戦争は紀元前343年から紀元前341年と3年ほどの短い戦争であった。平野での戦闘ではローマが圧勝、しかし数年でローマ人とサムニウム人との間で和議が結ばれた。これは、必要以上の流血を司令官マルクス・ウァレリウス・コルウスは好まず、またサムニウム戦争でローマは他のラテン同盟諸都市に参戦を強要していたために同盟都市の造反を招き、その鎮圧のためにローマは急いで戦争を終結させる必要もあったからである。この戦争によりカプアを中心とするカンパニア地方を手中にした。そしてカンパニア地方の市民にはラテン市民権が付与された。

## 第2次サムニウム戦争
再びサムニウム人とローマ人との間で紛争が起こったのは紀元前327年の事である。ローマはカンパニア地方全域のラテン人勢力を伸ばしており、他方サムニウム人はギリシア系の住民の多いネアポリスと同盟を結んでいた。サムニウム人とカンパニア人との間に再び紛争が起こり、今度はカンパニア人はローマに庇護を求め、再びローマ人はサムニウム人と争う事となった。これを第2次サムニウム戦争と呼び、戦争は20年間という長期に及んだ。

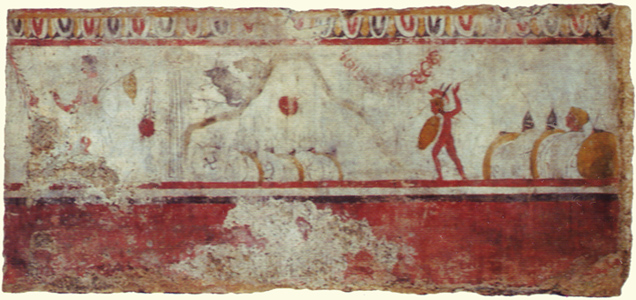
「カウディウムの屈辱」を描いた絵

戦争初期、ローマはサムニウム人相手に苦戦、深刻な敗北を喫する。紀元前321年にはローマ軍はサムニウム人の住む山岳地帯奥地に進攻しサムニウム軍に包囲される。降伏したローマ人は武装解除され、後世「カウディウムの屈辱」と呼ばれる屈辱的な降伏を呑まされ600人の騎兵が人質としてサムニウムに抑留された。しかし翌年にはローマは再びサムニウムに進攻、しかし紀元前315年、ラウトゥラエの戦いでローマ軍は再び完敗を喫する。
相次ぐローマの敗北でローマを支持してきたカンパニア人もローマを見限るかどうかの選択を迫られていた。ローマと一部のサムニウム系部族との間で和議が結ばれたものの、その他多数のサムニウム人は紀元前311年に北のエトルリア人と手を結びローマを挟み撃ちにしようと画策していた。この2つの敵にローマは当初敗北続きではあったが、紀元前311年と紀元前304年にサムニウム、エトルリア双方を相手に勝利を収めるようになり、立場が逆転する。劣勢に廻った両者はローマに和議を結び第2次サムニウム戦争は終了した。
なお、この戦いを通じてローマの軍制に変革があった。まずエトルリア人の戦術からは重装歩兵戦術を取り入れてローマ軍の基盤となし、常に戦局で有利であったサムニウム人の軍制から柔軟性に富んだマニプルスを考案し、ローマの軍制に取り入れた。またこの頃に初めてローマ軍は海軍を創設している。

## 第3次サムニウム戦争
第2次サムニウム戦争後、ローマの勢力はさらに広がり、サムニウム人に対する布石として多くの植民都市を築き、エトルリア、ウンブリアにも勢力を伸ばした。ローマの圧倒的な勢力拡大に危惧したサムニウム人は独立のために紛争を起こした。これが後に第3次サムニウム戦争と呼ばれ、これを機にサムニウムはローマの影響下勢力として組み込まれる事になる。
戦争は紀元前298年にネアポリスで始まった。北イタリアでエトルリア人、ガリア人と対峙した際にサムニウム人が敵陣にいた事により、ローマはこの動きに気づき警戒する。今までは各部族の連携が取れていなかったためにローマも各個撃破で何とか対応できたのだが、今度はローマは一度にすべての敵を相手にせねばならなかった。
苦戦のローマは南方のサムニウム人相手に勝利をおさめ、多方向の敵に対して1つの戦いから別の戦いへと何とか渡り歩く事ができ、紀元前295年センティヌムの戦いでガリア人と手を組んだサムニウム人相手に勝利を収めた。この戦いの勝利は勤勉なローマ兵士の賜物であった。そして紀元前293年にアクィロニアの戦いで連勝、しかしサムニウム人は紀元前291年に最終的な敗北をするまで抵抗が続いた。
この戦いで、当初はサムニウム側についたギリシア人都市、カンパニア人都市であった各地方都市もローマと同盟関係を結ぶようになり、ローマの覇権は南部のギリシア人植民市およびポー川以北を除いたイタリア半島のほぼ全域に及ぶようになった。